# 因扎维诺
因扎维诺（羅馬化：Inzhavino）是俄罗斯坦波夫州的市级镇，为该州因扎维诺区行政中心及规模最大聚居地，也是该区唯一的一座市级镇。地处坦波夫州东部，位于顿河流域霍皮奥尔河一支流沃罗纳河沿岸，在州府坦波夫东南方。
1960年设市级镇，原为村。该地2022年人口有7,759人；2010年人口9,592；2002年人口10,588；1989年人口12,627。